# Serra del Bosc (Prades)
La Serra del Bosc és una serra situada al municipis de Prades a la comarca del Baix Camp i el de Vimbodí i Poblet a la comarca de la Conca de Barberà, amb una elevació màxima de 1.099 metres.